# Monte Cristi
San Fernando de Monte Cristi – miasto na Dominikanie; stolica prowincji Monte Cristi, nad Atlantykiem.

## Opis
Miasto założone zostało w 1938 roku, położone jest na północy Dominikany, zajmuje powierzchnię 455,5 km² i liczy 15 629 mieszkańców 1 grudnia 2010.